# Anna Stainer-Knittel

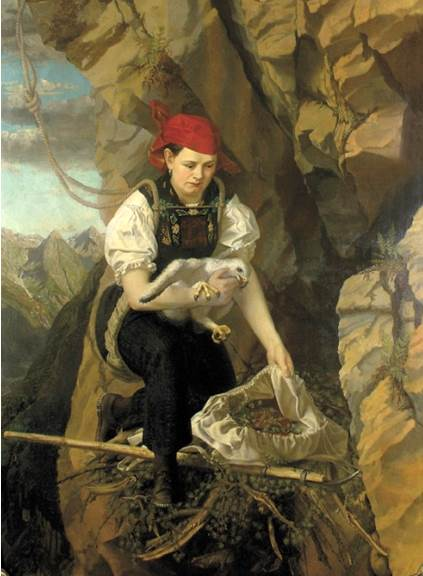
Anna Knittel a sasfészeknél

Anna Stainer-Knittel (Elbigenalp, 1841.  július 28.  –  Wattens, 1915.  február 28.) osztrák festő. Életéről Wilhelmine von Hillern írt egy lokálpatriotizmussal átitatott, feminista sikerkönyvet.

## Élete
Apja fegyverkovács volt. Már iskolás korában vicces, de találó karikatúrákat rajzolt osztálytársnőiről. 
1859-ben kezdte meg tanulmányait Münchenben, egy magán festőiskolában. 1864-ben pénzszűke miatt visszatért szülőfalujába. Portrét festett szüleiről, s amikor az Önarckép Lech-völgyi népviselet-ben című festményét megvásárolta a Ferdinandeum, a Tiroli Tartományi Múzeum, Innsbruckba költözött.
Megrendelésre készített arcképek biztosították megélhetését. 1873-ban feleségül ment Engelbert Stainer gipszműveshez, négy gyermeke született. Olajjal festett táj- és virágképeivel vált híressé. Elmondása szerint 130 portrét festett, közöttük Habsburg–Lotaringiai Károly Lajos osztrák–magyar trónörökös, Joseph Wenzel Radetzky, I. Ferenc József magyar király arcképét. Rajz- és festőiskolát nyitott Innsbruckban leányok és nők számára. 1873-ban az Alpesi virágkoszorú festményét kiállították Bécsben a világkiállításon. 40 angol fontért kelt el, és Londonba vitték.
A festményein kívül egy bátorságpróba tette híressé. Mivel a sasok elragadták a bárányokat, szokás volt a falvakban a sasfészkeket kiüríteni. A fiókákat felnevelték, majd eladták a piacon. Bátyja nem vállalkozott rá, mert előzőleg már hét órát töltött a kötélen függve. Anna, felöltve bátyja bőrnadrágját, leereszkedett a meredek sziklafal mentén, és felhozta a fészket a fiókákkal. 
Röviddel az eset után Ludwig Steub úti író hőstettnek nevezte egy elbeszélésében, és Anton Renk költő a „Lech-völgy Brunhildájának” titulálta  Annát. Anna festményen örökítette meg bátor tettét. Üzletének kirakatában látta meg a képet Wilhelmine von Hillern bestseller író. Megismerkedett Annával, adatokat gyűjtött a szülőfalujában. Az írónő azonban kissé átalakította az eredeti történetet. A Geier Wally című regényében Annából Walburga (Wally), apjából földműves, a Lech-völgyből Ötz-völgy lett. A regényt színpadra állították, 11 nyelvre lefordították, és háromszor megfilmesítették.

## Galéria

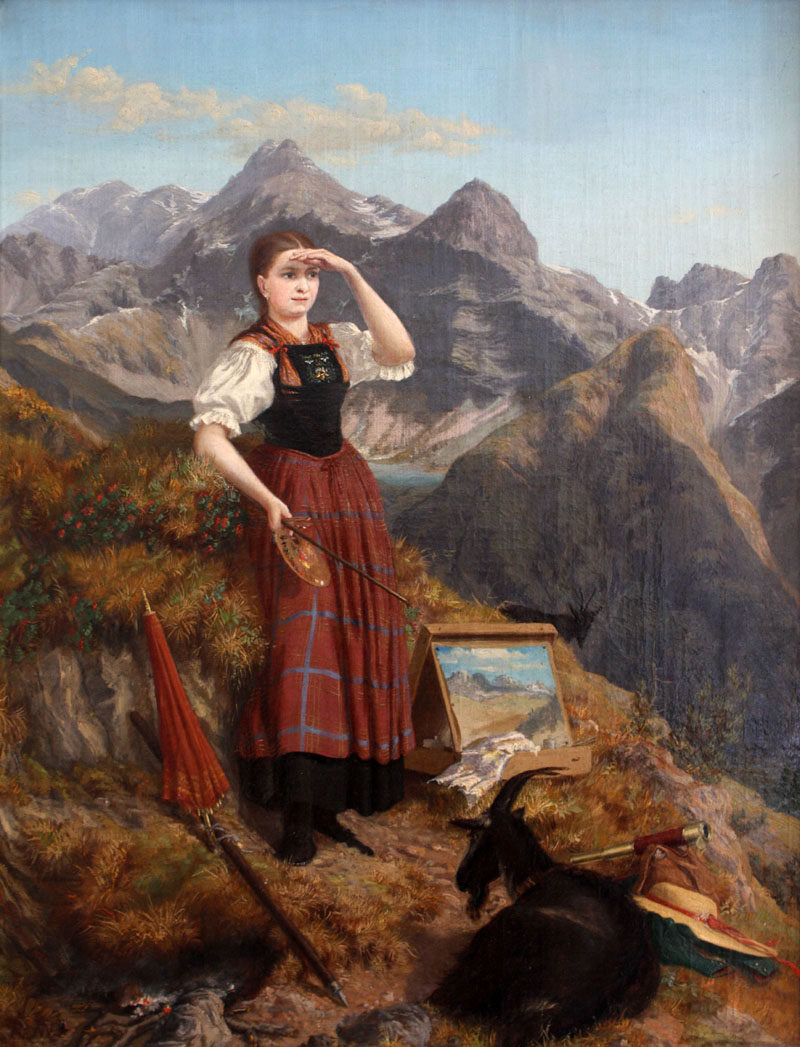
Anna Staner-Knittel Lech-völgyi népviseletben
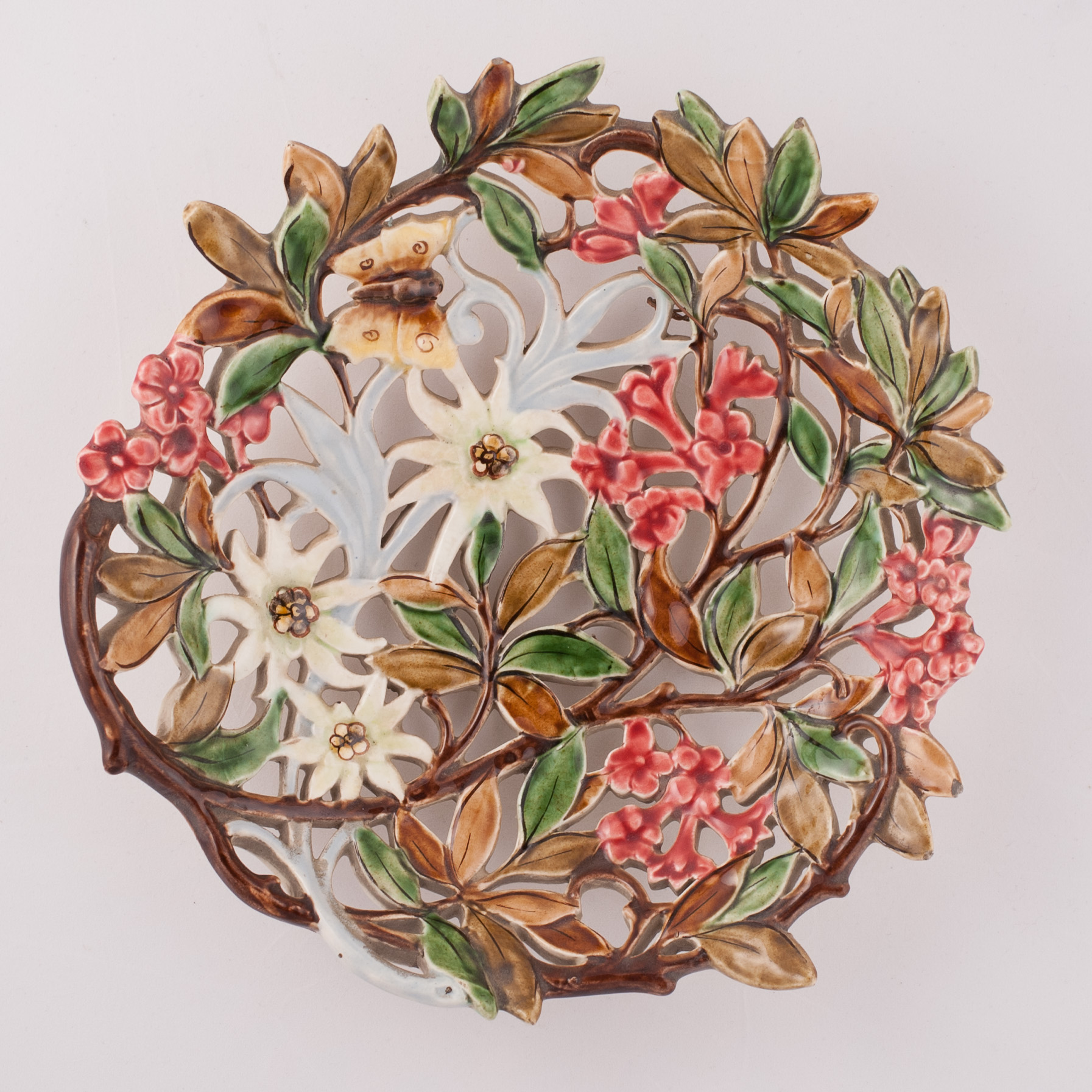
Radkersburgi majolika, alpesi virágkoszorú Anna Stainer-Knittel nyomán
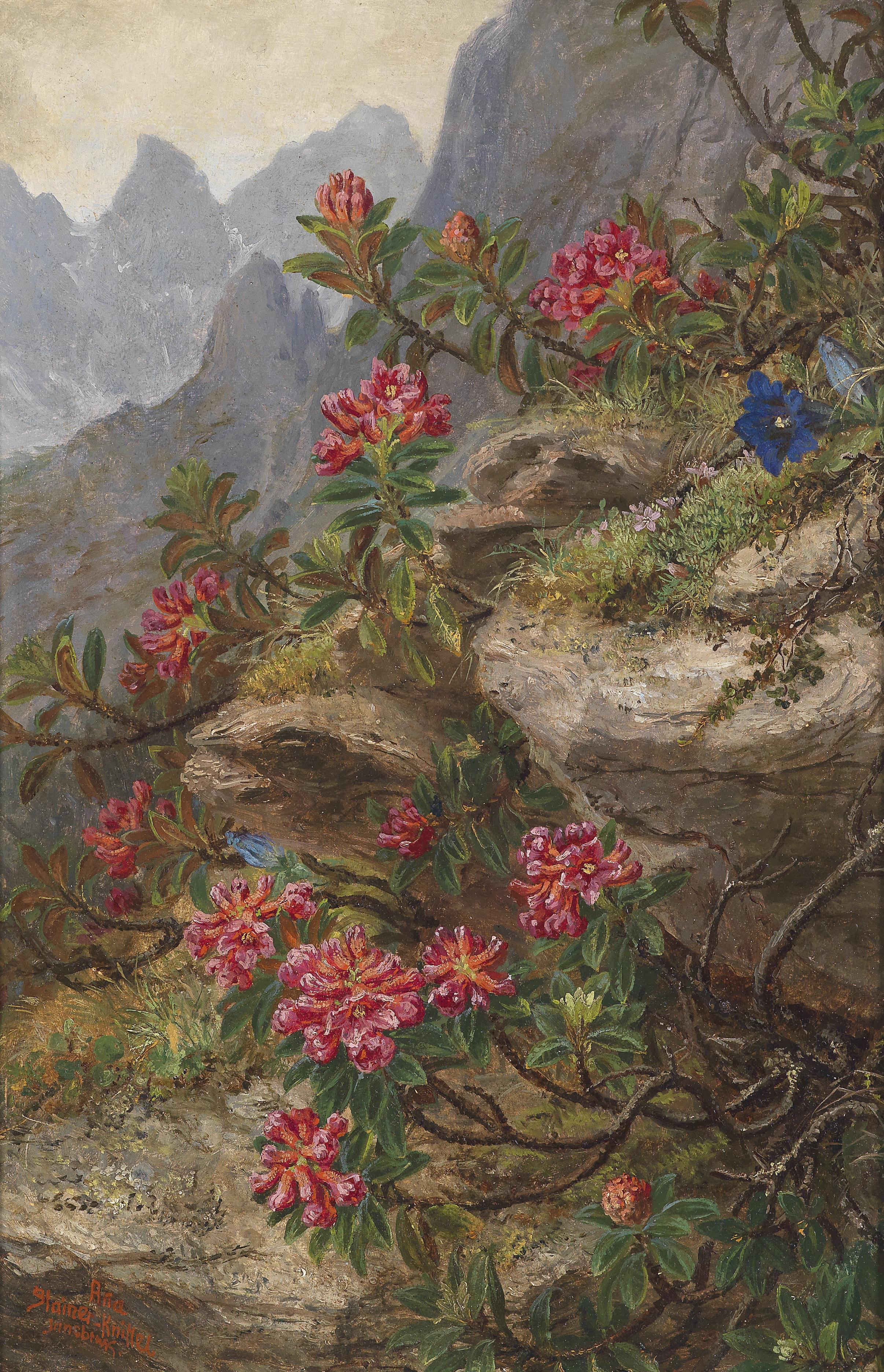
Alpesi virágok
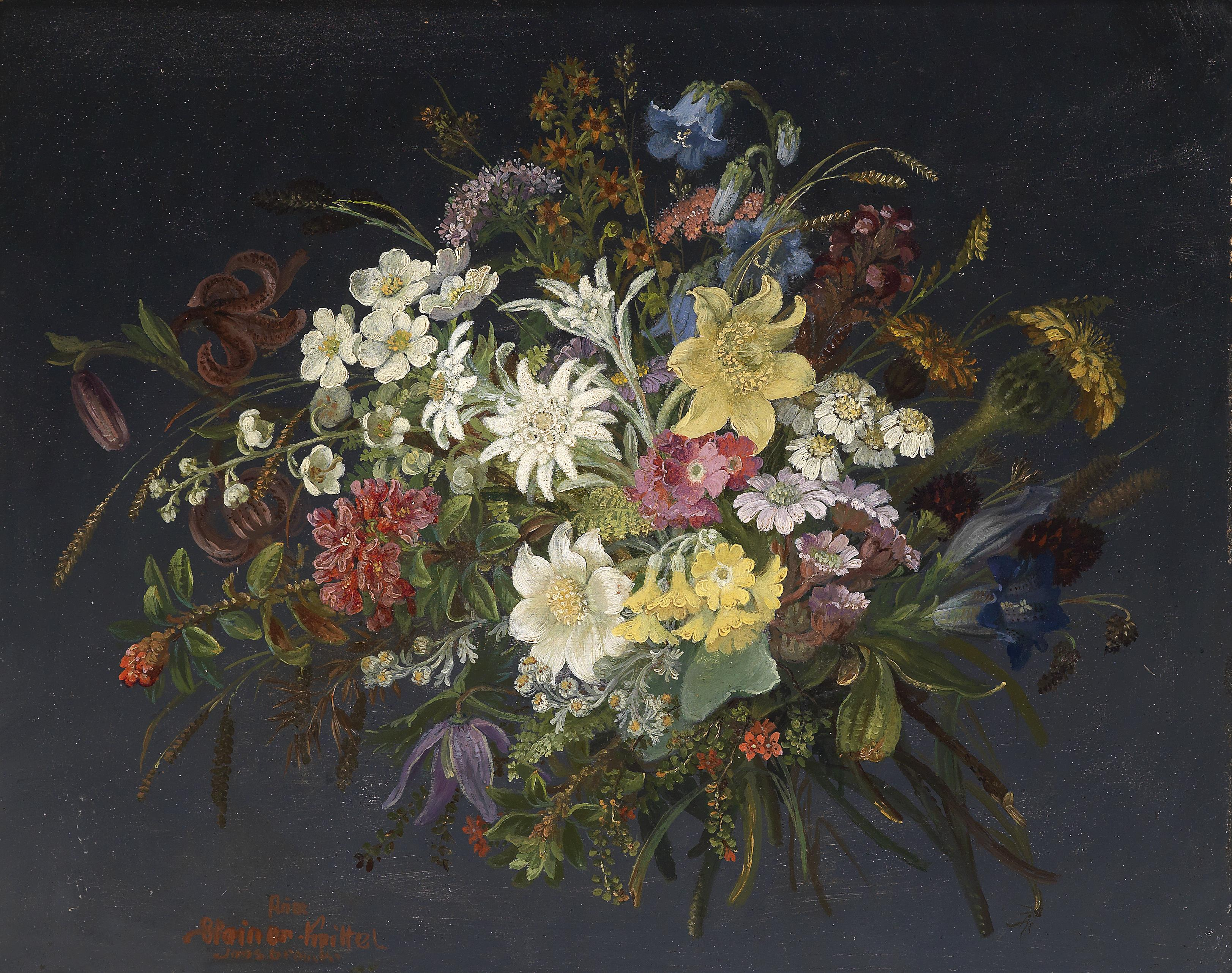
Alpesi virágok